# Morske, Sudak
Morske (în ucraineană Морське) este localitatea de reședință a comunei Morske din orașul regional Sudak, Republica Autonomă Crimeea, Ucraina.

## Demografie
Componența lingvistică a localității Morske
     Rusă (71,27%)
     Tătară crimeeană (20,53%)
     Ucraineană (6,59%)
     Alte limbi (0,39%)
Conform recensământului din 2001, majoritatea populației localității Morske era vorbitoare de rusă (71,27%), existând în minoritate și vorbitori de tătară crimeeană (20,53%) și ucraineană (6,59%).